# Vĩ thanh

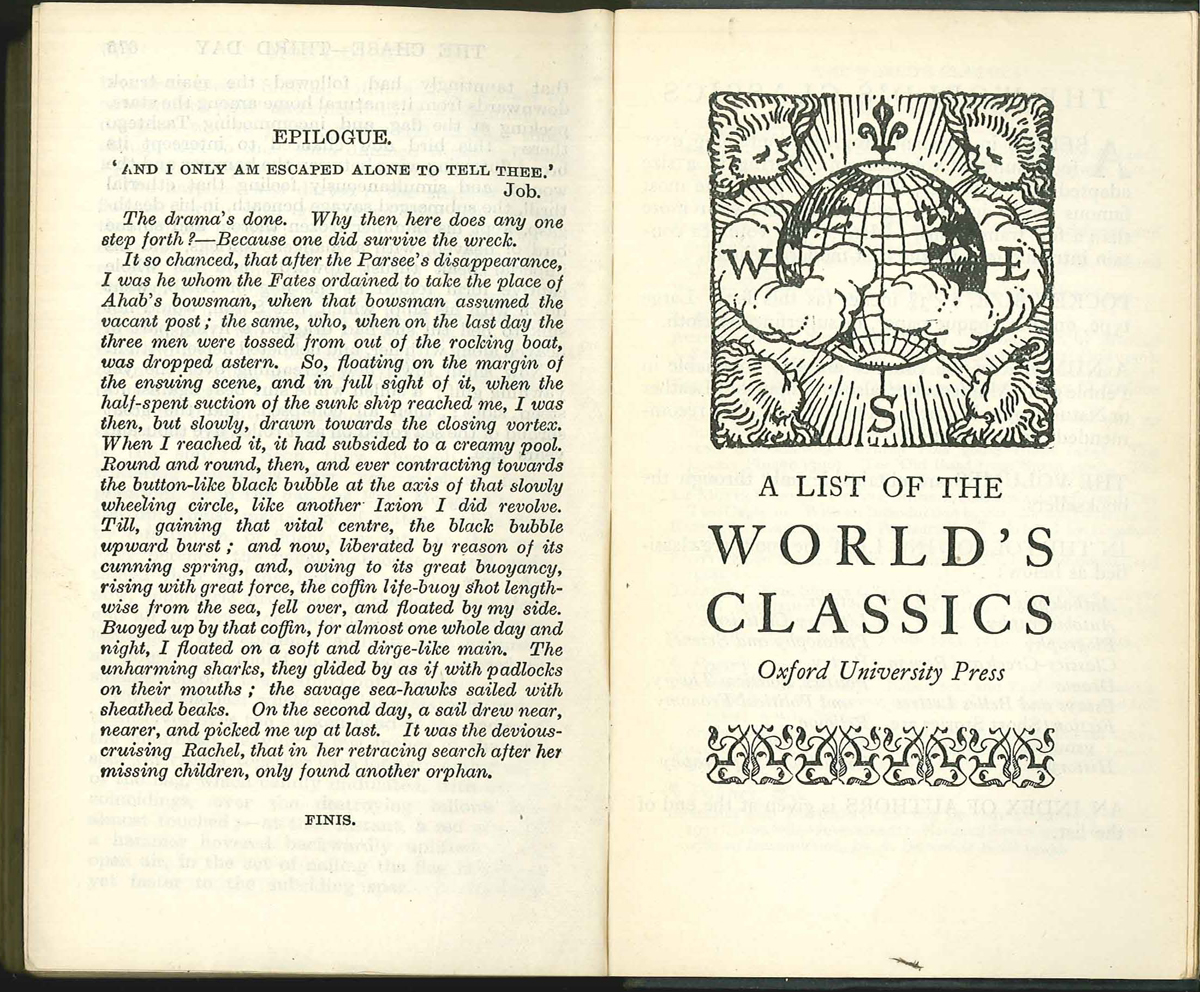
Vĩ thanh

Vĩ thanh hay lời bạt (tiếng Pháp: épilogue) là phần bổ sung vào tác phẩm văn học bao gồm những kết luận, những điều mà tác giả cho là cần thiết nhằm làm rõ thêm những gì đã được viết ra trong văn bản.
Vĩ thanh thường đặt ngay sau phần cuối tác phẩm. Vĩ thanh không phải là phần nối tiếp của cốt truyện. Với tư cách là một phần độc lập về mặt cấu trúc, vĩ thanh có liên quan chặt chẽ với tác phẩm bởi ý đồ duy nhất của tác giả là nhằm làm rõ những nguyên do ngoài cốt truyện của những gì đã được mô tả trong đó.. Vĩ thanh thường do tác giả viết, song cũng không hiếm trường hợp do người khác (nhà phê bình nghiên cứu, biên tập, biên soạn) viết.. Loại vĩ thanh do người khác viết, xét về tính chất thường giống với lời nói đầu hoặc bài tựa ở đầu tác phẩm.
Vĩ thanh vốn là ở phần cuối cùng của một vở kịch cổ đại Hi Lạp, khi xung đột đã được giải quyết và đội đồng ca hát những lời gì đó để rút khỏi sân khấu. Về sau trong kịch La Mã, phần này thường được thay bằng một vở hài kịch nhỏ nhằm làm dịu bớt sự căng thẳng tột độ do bi kịch tạo ra.

## Sử dụng
Vĩ thanh không chỉ được sử dụng trong kịch mà cả trong truyện, tiểu thuyết. Chẳng hạn trong phần vĩ thanh của tiểu thuyết Chiến tranh và hòa bình, Lev Tolstoi đã làm rõ thêm số phận của các nhân vật chính những năm sau chiến tranh, đồng thời ông cũng đã trình bày những quan điểm lịch sử, triết học của mình, nhằm giúp người đọc hiểu thêm về những điều ông đã mô tả trong tác phẩm.